# Melolobium accedens
Melolobium accedens är en ärtväxtart som beskrevs av Burtt Davy. Melolobium accedens ingår i släktet Melolobium och familjen ärtväxter. Inga underarter finns listade i Catalogue of Life.